# Chan al-Chalili

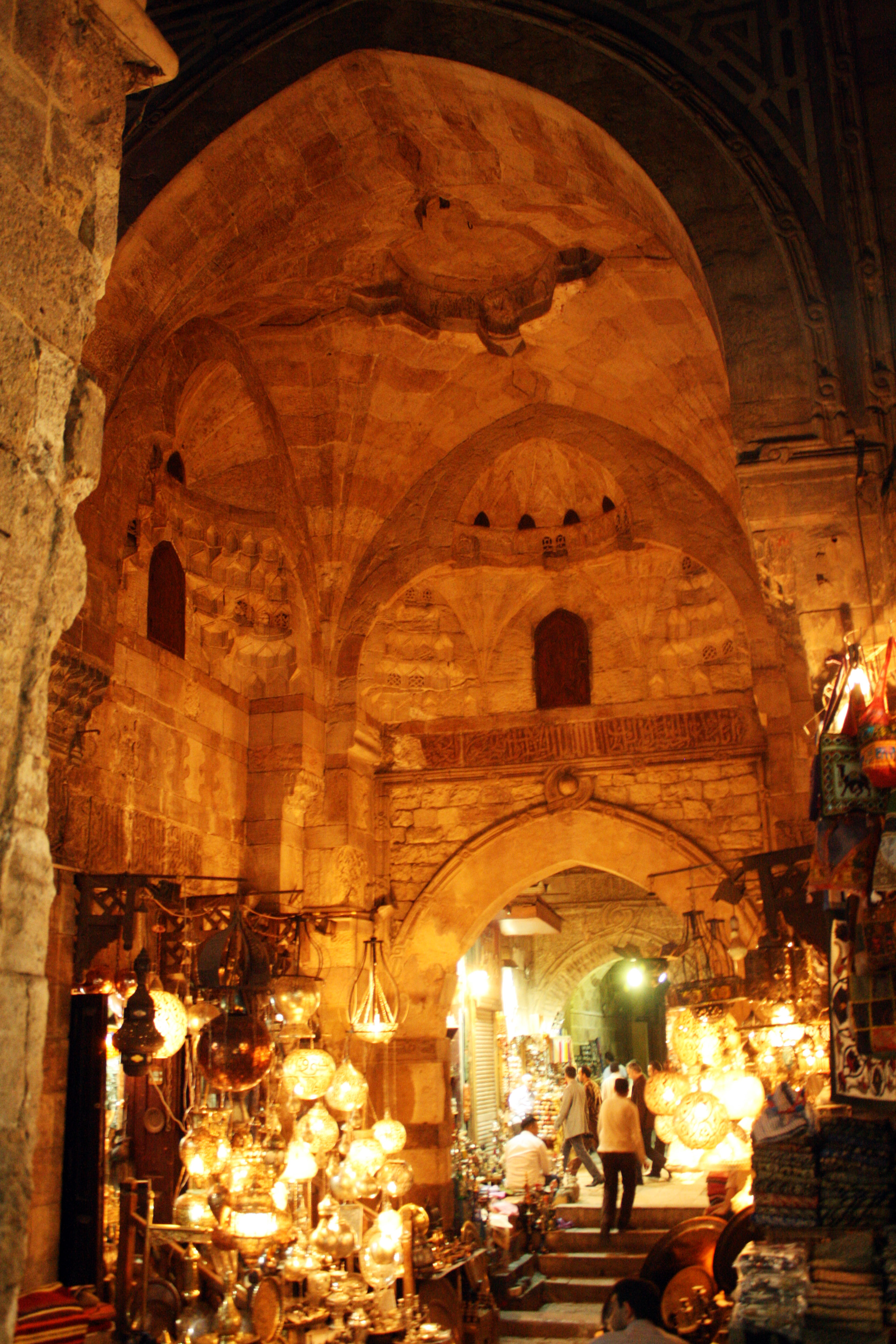
Chan al-Chalili

Chan al-Chalili (arab. خان الخليلي) – suk w centrum Kairu, a zarazem jedna z głównych atrakcji dla turystów z zagranicy i samego Egiptu.
Nazwa suku sięga początkami roku 1382, kiedy emir o nazwisku Al-Chalili wybudował rozległy karawanseraj (po arabsku خان ‘chan’), czyli rodzaj zajazdu i targowiska zarazem, za panowania sułtana Barkuka (1382–1399) z dynastii mameluków. Ów ‘chan’ istnieje do dziś. Nazwisko Al-Chalili wywodzi się od miasta palestyńskiego, słynnego z Biblii Hebron, które po arabsku nazywa się Al-Chalil. Jeszcze za panowania Barkuka, pierwszego Czerkiesa (przedstawiciela linii Burdżytów w ramach dynastii mameluków) na tronie Egiptu, w obrębie murów Kairu trzeba było dokonać prac remontowych po spustoszeniach, jakie przyniosła epidemia, która do historii przeszła pod nazwą „czarnej śmierci” (ok. 1350). Właściwy Chan al-Chalili powstał, kiedy sułtan Barkuk przystąpił do budowy madrasy w Bajn al-Kasrajn oraz odbudowy miejscowych targowisk. Za panowania Turków osmańskich (1517–1798) Chan al-Chalili stał się bardzo znanym bazarem na Bliskim Wschodzie.
Jest to w zasadzie cała dzielnica handlowa. Mieści się tu wiele sklepów, kawiarń, restauracji, kramów z żywnością. Kawiarnie są przeważnie niewielkie, urządzone tradycyjnie, serwujące kawę po arabsku i zazwyczaj fajkę wodną. Przylega do Chan al-Chalili meczet Al-Husajna, uniwersytet Al-Azhar wraz z meczetem o tej samej nazwie. Na terenie Chan al-Chalili znajduje się zaułek Midakk upamiętniony w powieści Nadżiba Mahfuza, egipskiego noblisty, pt. „Zaułek Midakk” (1947).
Na terenie Chan al-Chalili doszło do dwóch poważniejszych ataków terrorystycznych, w kwietniu 2005 i 22 lutego 2009. W tym ostatnim zginęła 17-letnia Francuzka, a 22 osób odniosło rany.